# Artemisia kauaiensis
Artemisia kauaiensis là một loài thực vật có hoa trong họ Cúc. Loài này được (Skottsb.) Skottsb. mô tả khoa học đầu tiên năm 1937.